# STS-31
STS-31 e тридесет и петата мисия на НАСА по програмата Спейс шатъл и десети полет на совалката Дискавъри. Основната задача на мисията е извеждането в орбита на космическия телескоп Хъбъл.

## Екипаж
| Пост                    | Астронавт                              |
| ----------------------- | -------------------------------------- |
| Командир                | Лорън Шрайвър втори космически полет   |
| Пилот                   | Чарлс Болдън втори космически полет    |
| Специалист на мисията 1 | Стивън Хоули трети космически полет    |
| Специалист на мисията 2 | Брюс Маккендлес втори космически полет |
| Специалист на мисията 3 | Кетрин Съливан първи космически полет  |

- Броят на полетите е преди и включително тази мисия.

Първоначално мисията е планирана като STS-61J, а при подбора на екипажа за командир е назначен Джон Йънг, което е трябвало да бъде неговият седми космически полет. Катастрофата на „Чалънджър“ срива напълно графика за полетите на НАСА и полета е отложен за неопределено време. За командир на полета е назначен Лорън Шрайвър, защото Йънг междувременно преминава на административна работа.

## Полезен товар
Космическият телескоп „Хъбъл“ е съвместен проект на НАСА и Европейската космическа агенция. Първоначално стартът му е планиран за 1983 г., но поради финансови затруднения, а след катастрофата на „Чалънджър“ и заради прекратяването на полетите по програмата „Спейс Шатъл“, извеждането му е отложено.
Принудителното му задържане на Земята дава възможност за много усъвършенствания: слънчевите му батерии са заменени с по-ефективни, модернизирани са бордните му компютри и системите за връзка със Земята, а също така е изменена конструкцията на защитния кожух на кърмата на телескопа с цел улесняване обслужването му в орбита. Освен това софтуера за управления на телескопа не е готов през 1986 г. и фактически е окончателно завършен към момента на старта.

## Полетът
Височината на орбитата при мисия STS-31 е 611 km над повърхността на Земята, което е най-високата достигана дотогава от мисиите на совалките. Тази необичайно висока орбита е достигната, защото е работна за телескопа „Хъбъл“. Тя е използвана и за специално заснимане на Земята с помощта на 2 IMAX-камери (които са единствения друг полезен товар на борда). Такива снимки не са възможни при по-ниски орбити не са осъществими.
По време на спускането си към Земята е извършена най-дългата дотогава т. нар. деорбитираща маневра – 4 минути и 58 секунди работа на двигателите за намаляване височината на орбитата.
Кацането се състоя на 29 април 1990 г. в 13:49:57 UTC на писта 22 в Edwards Air Force Base. Совалката се движи по пистата 61 секунди в продължение на 2705 m. За първи път при кацането са използвани въглеродни спирачки на космическата совалка. На 8 май 1990 г. на гърба на специално модифициран Боинг 747 се завръща обратно в КЦ „Кенеди“, Флорида.

## Параметри на мисията
- Маса:
  - При старта: 117 586 кг
  - При кацането: 85 947 кг
  - Полезен товар: 11 878 кг
- Перигей: 585 км
- Апогей: 615 км
- Инклинация: 28,5°
- Орбитален период: 96.7 мин

## Галерия
- „Хъбъл“ в товарния отсек на совалката.
- Стартът.
- Моменти от ивеждането.
- Високо над Куба.
- Разгръщането на слънчевите батерии.
- „Хъбъл“ над Перу.
- Флорида и Бахамските острови, гледани от космоса.
- Кацането на совалката.